# Boston Bruins

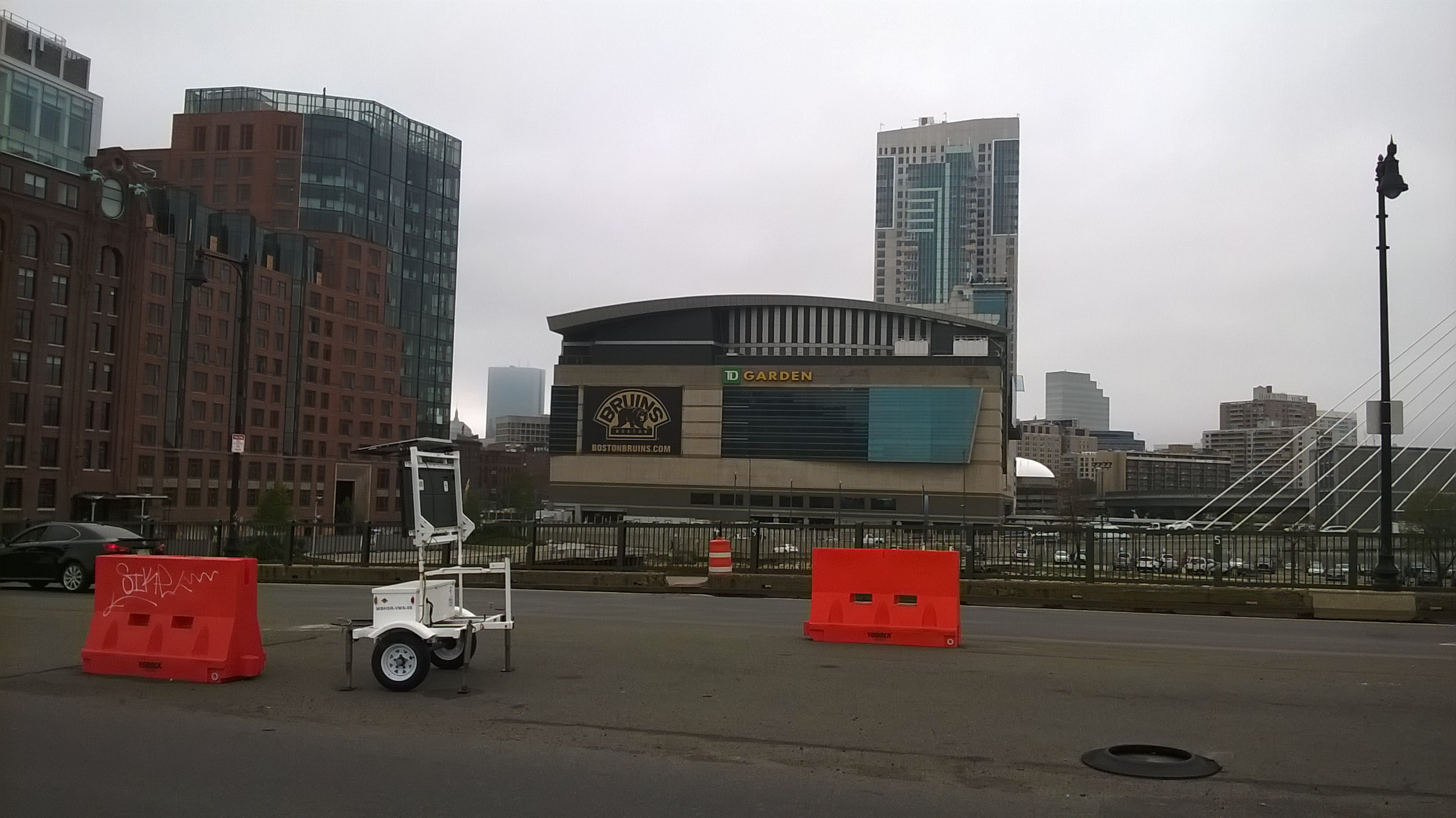
TD Garden, het stadion van de Boston Bruins

De Boston Bruins is een ijshockeyploeg uit Boston, Massachusetts en komt uit in de National Hockey League (NHL). De franchise bestaat al sinds 1924 en is een van de "Original Six" van de NHL naast de Chicago Blackhawks, Detroit Red Wings, Montreal Canadiens, New York Rangers en Toronto Maple Leafs. De thuiswedstrijden vinden plaats in de TD Garden. De Bruins maken deel uit van de Atlantic Division in de Eastern Conference.
De naam komt van de oude Engelse naam voor een beer in volksvertellingen, die weer van het Nederlandse woord bruin afstamt.

## Huidige selectie
Laatst bijgewerkt op 7 mei 2023 
| #  | Naam                 | Nationaliteit    | Pos. |
| -- | -------------------- | ---------------- | ---- |
| 37 | Patrice Bergeron (C) | Canada           | C    |
| 59 | Tyler Bertuzzi       | Canada           | LW   |
| 13 | Charlie Coyle        | Verenigde Staten | C    |
| 74 | Jake DeBrusk         | Canada           | LW   |
| 17 | Nick Foligno         | Verenigde Staten | LW   |
| 11 | Trent Frederic       | Verenigde Staten | C    |
| 10 | A.J. Greer           | Canada           | LW   |
| 71 | Taylor Hall          | Canada           | LW   |
| 21 | Garnet Hathaway      | Verenigde Staten | RW   |
| 46 | David Krejci (A)     | Tsjechië         | C    |
| 63 | Brad Marchand (A)    | Canada           | LW   |
| 92 | Tomas Nosek          | Tsjechië         | LW   |
| 88 | David Pastrnak       | Tsjechië         | RW   |
| 18 | Pavel Zacha          | Tsjechië         | C    |
| 25 | Brandon Carlo        | Verenigde Staten | D    |
| 75 | Connor Clifton       | Verenigde Staten | D    |
| 28 | Derek Forbort        | Verenigde Staten | D    |
| 48 | Matt Grzelcyk        | Verenigde Staten | D    |
| 27 | Hampus Lindholm      | Zweden           | D    |
| 73 | Charlie McAvoy       | Verenigde Staten | D    |
| 81 | Dmitry Orlov         | Rusland          | D    |
| 86 | Anton Stralman       | Zweden           | D    |
| 67 | Jakub Zboril         | Tsjechië         | D    |
| 1  | Jeremy Swayman       | Verenigde Staten | GK   |
| 35 | Linus Ullmark        | Zweden           | GK   |

## Prijzen
- Stanley Cup (6) - 1929, 1939, 1941, 1970, 1972, 2011
- Verliezend finalist (14) - 1927, 1930, 1943, 1946, 1953, 1957, 1958, 1974, 1977, 1978, 1988, 1990, 2013, 2019

- Presidents' Trophy (3) - 1990, 2014, 2023